# Yullie-Echo
Yullie-Echo（ユーリーエコー）は2017年結成の日本のバンド。2018年12月22日に元メンバーのたかてる(Gt.)の脱退と同時に無期限活動休止(事実上の解散)を発表、その後2019年1月15日に正式な解散を発表した。

## 概要
- 平均年齢18.5歳のバンドとして、東京・名古屋・大阪・福岡の四地点を拠点に活動していた。
- メンバー4人は福岡県出身で、うち大成・宗己・舞輝の3人は同い年である。
- バンド編成はボーカル・ドラム・ギター1・ギター2の編成でベースがいなかったため、ライブの際は常にサポートメンバーが演奏していた。

## メンバー

### 解散前のメンバー
宗己（Vo.）
- ボーカル担当。現在はボカロPのshimon¿?として活動している。現在でもマイキや大成との関わりは強く、たまに動画に参加している。

舞輝（Dr.）
- ドラムス担当。現在はマイキ名義でプロドラマー、作曲家、ソロのシンガーとして活動している。また、マイキP名義でボカロPとしても活動している。また、ラトゥラトゥの元メンバー。

大成（Gt.）
- ギター担当。現在は洋服ブランド『MGLP』を設立し、洋服のデザインやロゴの作成をしている。たまに自身のXにギターの演奏動画を投稿しており、ソロで活動しているマイキのライブでギターを弾くこともある。

### 元メンバー
貴輝（Gt./Mani.）
- ギター、マニピュレーター担当。2018年12月22日脱退。ほとんどの楽曲の編曲を担当していた。とても老け顔なため、メンバーからは『オジサン』や『ジジイ』などとイジられていた。

## 略歴

### 2017年
- 1月20日、活動を開始。翌日の1月21日には楽曲『翳り』のMVを投稿した。3月2日には同曲のサブスクでの配信を開始した
- 5月12日、バンド初のライブ出演。
- 8月22日、バンド初のEP『アスターの詩』をリリース。同日よりバンド初となるツアーの開催も行った。8月5日には同アルバムより先行して『アスター』のMVを公開した。

### 2018年
- 1月20日、バンド結成1周年。同日に、シングル『ハプトネマ』を4月28日にリリースすることを発表。2月27日にジャケットと収録曲が発表された。5月28日にはシングルの表題曲である『ハプトネマ』のMVが公開された。
- 6月19日に配信シングル『film』をリリース。
- 6月23日にミニアルバム『Cooee』を8月17日に発売することを発表。また、ミニアルバム発売を記念したツアーの開催も後日発表された。
- 8月16日、シングル『ハプトネマ』より「赦せるように」のライブ映像が公開された。
- 12月14日、4人での最後のライブを開催。
- 12月22日、無期限の活動休止を発表。

### 解散・その後
- 2019年1月15日、解散。
- 2021年9月3日、¿?Shimonが『アスター』のセルフカバーを自身のチャンネルに投稿。
- 2022年4月23日、ミニアルバム『Cooee』の全曲配信を開始した。
- 2024年8月30日、最終メンバーである、マイキ・¿?Shimon・大成の3名でバンド『'97,Kids』を結成。事実上の再結成となった。

## ディスコグラフィ

### シングル
| #   | 発売日        | タイトル   | 規格 | 最高位 | 規格品番 |
| --- | ------------- | ---------- | ---- | ------ | -------- |
| 1st | 2018年4月28日 | ハプトネマ | CD   | -      | -        |

| #   | 発売日        | タイトル | 規格 |
| --- | ------------- | -------- | ---- |
| 1st | 2018年6月19日 | film     | 配信 |

### アルバム
| #   | 発売日        | タイトル     | 規格 | 最高位 | 規格品盤 |
| --- | ------------- | ------------ | ---- | ------ | -------- |
| 1st | 2017年8月22日 | アスターの詩 | EP   | -      | -        |

| #   | 発売日        | タイトル | 規格         | 最高位 | 規格品盤 |
| --- | ------------- | -------- | ------------ | ------ | -------- |
| 1st | 2018年8月17日 | Cooee    | ミニアルバム | -      | -        |

## ミュージック・ビデオ
| 公開日         | タイトル     | 監督         | 備考                     |
| -------------- | ------------ | ------------ | ------------------------ |
| 2017年1月21日  | 翳り         | yahikoworks  | -                        |
| 2017年8月5日   | アスター     | Takaya Ohata | -                        |
| 2017年5月28日  | ハプトネマ   | Takaya Ohata | -                        |
| 2018年8月16日  | 赦せるように | RIKU ABE     | ライブ映像を編集したMV。 |
| 2018年11月25日 | EGO          | なし         | リリックビデオ。         |
| 2018年12月2日  | Cooee        | RIKU ABE     | -                        |